# Marco (Anime)
Marco (jap. 母をたずねて三千里, Haha wo tazunete sanzen ri, dt. etwa: „3000 Meilen auf der Suche nach Mutter“) ist eine japanische Anime-Serie von Isao Takahata aus dem Jahr 1976. Sie gehört zur World-Masterpiece-Theater-Reihe. Nach der Geschichte Dagli Appennini alle Ande („Von den Apenninen zu den Anden“) im Roman Cuore des italienischen Schriftstellers Edmondo De Amicis als Vorlage wird die Geschichte des Jungen Marco erzählt, der sich zusammen mit seinem Affen Peppino auf die Suche nach seiner Mutter macht.

## Handlung
Der kleine Marco, ein italienischer Junge, lebt gemeinsam mit seiner Familie in Genua. Aber das Geld reicht nicht zum Leben und die Arbeit ist auch knapp geworden. Alle außer ihm wissen, dass seine Mutter nach Argentinien auswandern wird, um dort Geld zu verdienen. Marco vermisst sie fürchterlich. Als plötzlich der Briefkontakt abbricht, fasst er den unglaublichen Plan, selbst ins ferne Argentinien zu reisen. Sein Vater ist strikt dagegen und so stiehlt sich Marco heimlich davon. Begleitet von seinem kleinen Affen Peppino beginnt für Marco eine wundersame Odyssee. Ein großes Abenteuer wartet auf Marco, das ihn über Brasilien schließlich nach Argentinien bringen wird. Dabei trifft er auf alte Bekannte, die ihm zur Seite stehen – und kann selbst anderen helfen.

## Produktion und Veröffentlichung
Die Serie wurde 1976 vom Studio Nippon Animation unter der Regie von Isao Takahata produziert. Das Charakterdesign entwarf Yōichi Kotabe und Künstlerischer Leiter war Takamura Mukuo. Die Serie wurde vom 4. Januar 1976 bis zum 26. Dezember 1976 in Japan durch Fuji TV ausgestrahlt.
In Deutschland wurde die Serie ab 9. Januar 1980 im Bayerischen Fernsehen gesendet, danach auf weiteren Regionalsendern der ARD.
1999 erschien eine Zusammenfassung der Serie als Kinofilm unter Regie von Kōzō Kusuba mit anderer Besetzung. Eine weitere Verfilmung der Geschichte ist die Miniserie Marco – Über Meere und Berge von 1991.
Die Serie wurde unter anderem ins Spanische, Italienische und Portugiesische übersetzt. Die deutsche Fassung erschien bei Epix Media.

### Synchronisation
| Rolle                      | Japanischer Sprecher (Seiyū)    | Deutscher Sprecher  |
| -------------------------- | ------------------------------- | ------------------- |
| Marco Rossi                | Yoshiko Matsuo                  | Manou Lubowski      |
| Antonio „Tonio“ Rossi      | Kazuyuki Sogabe                 | Peter Ehret         |
| Pablo                      | Mie Azuma                       | Kurt Marquard       |
| Conchetta                  | Noriko Ohara                    | Marina Köhler       |
| Pietro Rossi (Marco Vater) | Kiyoshi Kawakubo                | Eberhard Mondry     |
| Anna Rossi (Marco Mutter)  | Yukiko Nikaidō                  | Heidi Fischer       |
| Violetta                   |                                 | Scarlet Lubowski    |
| Gina                       | Akiko Tsuboi                    | Monika Madrat       |
| Emilio                     | Chie Kitagawa → Kuriko Komamura | Jan Odle            |
| Bruno                      |                                 | Gernot Duda         |
| Girotti                    | Ryūsuke Shiomi                  | Dietrich Thomas     |
| Pepe                       | Ichirō Nagai                    | Bruno Walter Pantel |
| Dr. Rispoli                |                                 | Paul Friedrichs     |
| Carlos                     | Kōhei Miyauchi                  | Peter Capell        |
| Dr. Ron Baldini            | Toshiya Ueda                    | Till Kiwe           |
| Katarina                   | Miyoko Asō                      | Maria Landrock      |
| Sandoro Gobbi              | Iemasa Kayumi                   | Herbert Weicker     |
| Erzähler                   | Akiko Tsuboi                    | Manfred Seipold     |

### Musik
Die Musik der japanischen Fassung komponierte Kōichi Sakata. Christian Bruhn schuf die Hintergrundmusik der deutschen Version, gesungen von Gitti & Erika. Der Vorspanntitel des Originals ist Sōgen no Marco, das Abspannlied Kāsan Ohayō, beide von Kumiko Ōsugi.